# Уиллис, Конни
Констанс Илейн Триммер (Конни) Уиллис (англ. Constance Elaine Trimmer "Connie" Willis; 31 декабря 1945 года, Денвер, Колорадо, США) — американская писательница. Входит в число самых титулованных писателей-фантастов. На её счету 9 премий «Хьюго», 6 премий «Небьюлы» и около десяти «Локусов».

## Биография
Конни Уиллис родилась 31 декабря 1945 года в Денвере (штат Колорадо). После окончания университета в Северном Колорадо Уиллис работала учительницей начальной школы. После брака с учителем физики Кортни Уиллисом и рождения дочери Корделии Конни решает стать профессиональной писательницей. Свои первые новеллы издала в начале 1980-х годов. Уиллис известна как автор, пишущий в жанре комедии нравов, её творения нередко пронизаны сатирой и юмором, зачастую она берётся раскрывать самые серьёзные и сложные темы в присущем ей лёгком искрящемся стиле. Одна из её любимых тем — путешествия во времени.

## Творчество
Первой НФ-публикацией Конни считается рассказ «Святая Титикака» («Santa Titicaca», 1971), однако известность к ней пришла с изданием новеллы в духе традиционного реализма «Пожарная охрана», в которой повествуется о студенте-историке, попавшем в состав пожарного дозора собора Св. Павла в Лондоне во время фашистских налётов Второй Мировой войны. В том же 1983 году, отмечен премией был рассказ «Письмо от Клири» — история о тяготах постапокалиптической жизни простой семьи, среди шастающих банд отморозков, мародёрствующих после ядерных взрывов.
Уиллис намеренно пробует свои силы в самых разных манерах письма, в её творчестве встречаются многие жанры: традиционный реализм «Пожарной охраны» соседствует со сказочными мотивами «Отца невесты» (англ. The Father of the Bride), или невероятными ситуациями «Посиневшей Луны» (1984, англ. Blued Moon), так похожей на «Year of the Jackpot» Хайнлайна.
В 1984 году Конни Уиллис участвует в создании шестого «Берсеркерка» (вместе с Полом Андерсоном, Э. Брайантом, С. Дональдсоном, Ларри Нивеном, Фредом Саберхагеном и Роджером Желязны). Хотя и новелла «The Sidon in the Mirror» (1984), и полная юмора «Посиневшая луна», и «Spice Pogrom», и «Chance» (1987) так и остались номинантами на премии, в творчествe Конни следует новый успех: в 1988 году «Мечты Линкольна» (англ. Lincoln’s Dreams) — повествование о неразделённой женской любви — приносит ей Мемориальную премию Дж. Кемпбелла, а повесть «Последняя „виннебаго“» об исчезновении всех собак после пандемии на Земле — в 1989 году. Другие произведения-лауреаты: рассказ о превратностях женской физиологии «Даже у королевы» (1992), роман «Книга Страшного суда» о тяжёлом путешествии во времени в XIV век в самый разгар эпидемии чумы (1992), рассказ «Смерть на Ниле» о крушении лайнера с туристами, продолжающими своё тур-путешествие под присмотром Анубиса (1994), «Неразведанная территория» (1994) об исследовании чужих планет, роман «Bellwether» (1996) об исследованиях теории хаоса и «закономерных» случайностей, а также роман «Passage» (2001) об исследовании случаев клинической смерти и других запредельных явлений вокруг да около смерти.
Среди удач Конни Уиллис есть также три романа в соавторстве с Синтией Фелис. Первый из них, «Water Witch» (1982), повествует о борьбе на засушливой планете за власть и влияние отца девушки, которую он выдаёт за ведьму, способную вызвать ливень. «Light Raid» (1989) описывает войну западной и восточной частей Северной Америки, полосующих друг друга лазерными лучами большой мощности. И наконец «Promised Land» (1997), рассказывающий о приключениях девушки, приехавшей из мира высоких технологий в заболоченную провинцию получить наследство после кончины матери и узнавшей о том, что ей в придачу достаётся муж по закону после их обручения в детстве.
В 1992 году в соавторстве с Мартином Г. Гринбергом Конни Уиллис выпустила антологию The New Hugo Winners III, в которую вошли произведения Майка Резника, Джорджа Алека Эффинджера, Конни Уиллис, Терри Биссона, Роберта Силверберга, Лоис Буджолд, Джо Холдемана.

## Награды
- 1983 год:
  - премия «Хьюго» за лучшую короткую повесть (Пожарная охрана 1982 года),
  - премия «Небьюла» за лучшую короткую повесть (Пожарная охрана),
  - премия «Небьюла» за лучший рассказ (Письмо от Клири 1982 года).
- 1987 год — премия Asimov’s Readers' Awards (журнал «Asimov’s Science Fiction») за лучшую повесть (Spice Pogrom 1986 года).
- 1988 год:
  - премия Джона В. Кэмпбелла лучшему новому писателю-фантасту (Lincoln’s Dreams 1987 года).
- 1989 год:
  - премия «Хьюго» за лучшую повесть (Последняя «виннебаго» 1988 года),
  - премия «Небьюла» за лучшую повесть (Последняя «виннебаго»),
  - премия Asimov’s Readers' Awards за лучшую повесть (Последняя «виннебаго»).
- 1990 год:
  - премия «Небьюла» за лучшую короткую повесть (В отеле «Риальто» 1989 года).
- 1993 год:
  - премия «Хьюго» за лучший роман (Книга Страшного суда 1992 года),
  - премия «Небьюла» за лучший роман (Книга Страшного суда),
  - премия «Локус» за лучший НФ-роман (Книга Страшного суда),
  - премия «Хьюго» за лучший рассказ (Даже у королевы 1992 года),
  - премия «Небьюла» за лучший рассказ (Даже у королевы),
  - премия «Локус» за лучший рассказ (Даже у королевы),
  - мемориальная премия Теодора Старджона (англ. Theodore Sturgeon Award) в номинации Поощрительная награда (Даже у королевы),
  - премия Asimov’s Readers' Awards за лучший рассказ (Даже у королевы).
- 1994 год:
  - премия «Хьюго» за лучший рассказ (Смерть на Ниле 1993 года),
  - премия «Локус» за лучший рассказ (Close Encounter 1993 года),
  - премия Asimov’s Readers' Awards за лучшую короткую повесть (Гостиница 1993 года),
  - премия «Локус» за лучший авторский сборник (Impossible Things 1993 года).
- 1996 год — премия «Локус» за лучшую повесть (Remake 1995 года).
- 1997 год:
  - премия «Локус» за лучшую повесть (Bellwether 1996 года).
  - премия «Хьюго» за лучший рассказ (Душа найдёт родную душу 1996 года).
- 1998 год — премия «Локус» за лучшую короткую повесть (Newsletter 1997 года).
- 1999 год:
  - премия «Хьюго» за лучший роман (To Say Nothing of the Dog 1998 года),
  - премия «Локус» за лучший НФ-роман (To Say Nothing of the Dog).
- 2000 год — премия «Хьюго» за лучшую повесть (Вихри Мраморной арки 1999 года).
- 2002 год — премия «Локус» за лучший НФ-роман (Passage 2001 года).
- 2006 год — премия «Хьюго» за лучшую повесть (Inside Job 2005 года)[2].
- 2008 год:
  - премия «Хьюго» за лучшую повесть (All Seated on the Ground 2007 года).
  - премия «Локус» за лучший авторский сборник (Вихри Мраморной арки 2007 года)[3].
- 2009 год:
  - введена в Зал Славы научной фантастики и фэнтези.
- 2011 год:
  - премия «Хьюго» за лучший роман (Blackout/All Clear 2010 года),
  - премия «Небьюла» за лучший роман (Blackout/All Clear),
  - премия «Локус» за лучший НФ-роман (Blackout/All Clear),
  - Премия Роберта Хайнлайна,
  - премия Грандмастер имени Деймона Найта.
- 2012 год:
  - премия Asimov’s Readers' Awards за лучшую короткую повесть (All About Emily  2011 года).